# Julio César Godoy Toscano
Julio César Godoy Toscano (Ciudad Lázaro Cárdenas, Michoacán, 25 de febrero de 1965) es un empresario y político mexicano, exmiembro del Partido de la Revolución Democrática (PRD), se ha desempeñado como Presidente Municipal de Lázaro Cárdenas y como diputado federal. Actualmente se encuentra acusado formalmente de vínculos con el narcotráfico y lavado de dinero y es prófugo de la justicia.

## Biografía
Julio César Godoy Toscano es empresario del ramo de las gasolineras y también cuenta con negocios de préstamos monetarios. Inició su carrera política al ser electo Síndico del Ayuntamiento de Lázaro Cárdenas para el periodo 2002 a 2004. En abril de 2009 se convirtió el presidente municipal cuando su antecesor, Manuel Santamaría Contreras, renunció al cargo acusado de corrupción. 
En 2009 fue postulado candidato del PRD a diputado federal por el Distrito 1 de Michoacán. Durante el transcurso de la campaña en abril de 2009, su suplente, Gustavo Bucio Rodríguez, fue asesinado, sin embargo Godoy continuó con su proselitismo y fue elegido diputado en las elecciones celebradas el 5 de julio de 2009.

### Presuntos nexos criminales
El 14 de julio de 2009 la Secretaría de Seguridad Pública acusó a Godoy Toscano de tener nexos con el Cártel de La Familia Michoacana, y se dictó una orden de aprehensión en su contra. Julio César Godoy entonces eludió a las autoridades y se convirtió en un prófugo de la justicia por 15 meses, ante lo cual el gobernador Leonel Godoy declaró que él no lo protegería y le pedía se entregara voluntariamente, igualmente solicitó a las autoridades un juicio justo para su medio hermano. El Partido de la Revolución Democrática (PRD) también pidió un juicio justo.
El 12 de octubre de 2010 la Secretaría de Seguridad Pública presentó un cargo más en contra de Godoy Toscano: lavado de dinero, y el jueves 14 de octubre la PGR dio a conocer una grabación en audio la cual fue presentada por W Radio (México) donde se escucha una conversación entre Julio César Godoy Toscano y Servando Gómez Martínez (La Tuta), lugarteniente del cartel La Familia Michoacana.  La PGR confirma como auténtico el diálogo entre ellos.
Godoy Toscano también es acusado por la PGR de recibir casi 25 millones de pesos de Servando Gómez.

### Toma de protesta
El 25 de julio la Cámara de Diputados recibió por parte del Instituto Federal Electoral la constancia de mayoría de Godoy que lo acredita como diputado electo por el Distrito I de Michoacán para su correspondiente registro; el 31 de julio dirigió una carta pública al consejo político del PRD reunido en Morelia, donde negó cualquier vínculo con el Cártel de La Familia Michoacana y dejó ver la posibilidad de entragarse a las autoridades federales, ante ello, el procurador general de la República, Eduardo Medina Mora, manifestó que Godoy es prófugo de la justicia y por tanto sus derechos políticos se encuentran suspendidos y no se le permitió asumir el cargo de diputado el 1 de septiembre de 2009.
En consecuencia, al instalarse formalmente la LXI Legislatura del Congreso el 29 de agosto, fue el único diputado que no asumió su cargo ante la negativa de la Mesa Directiva de tomarle protesta, hecho ratificado el 1 de octubre por el Tribunal Electoral del Poder Judicial de la Federación.  Su suplente como diputado fue Israel Madrigal Ceja. 
Tras obtener el amparo de un juez federal en materia penal, con sede en Michoacán, el 23 de septiembre de 2010 Julio César Godoy Toscano tomó protesta como diputado federal. A pesar del amparo que le brindaba la protección de la justicia ante su orden de arresto vigente, durante su toma de protesta hubo un operativo de la Policía Federal que instaló un cerco policial alrededor de San Lázaro para aprehenderlo, mismo que burló para entrar al recinto legislativo.
Después de la toma de protesta Godoy adquirió el fuero constitucional (inmunidad), por lo que la PGR emitió unos comunicados indicando que, a pesar de que sigue vigente la orden de aprehensión,  ya no será perseguido.
Julio César Godoy Toscano argumenta que su persecución es una estrategia del gobierno federal para desprestigiarlo a él y al PRD y para que el PAN gane las elecciones estatales de Michoacán, y compara su caso con el "Michoacanazo" un operativo realizado la víspera de las elecciones federales de 2009 que causó un gran efecto mediático llevado a cabo por la Policía Federal que llevó tras las rejas a 11 presidentes municipales de Michoacán por presuntos nexos con el narco, de los cuales todos están libres por falta de pruebas.

### Desafuero
El 14 de diciembre de 2010 después de una serie de procesos legislativos conocidos como "sección instructora" la Cámara de Diputados aprobó con 435 votos a favor 2 en contra y 21 abstenciones el desafuero de Godoy Toscano, con el fin de este proceso enfrentara las imputaciones de lavado de dinero, narcotráfico, delincuencia organizada y lo que resulte. Sin embargo, Godoy Toscano se convirtió de nuevo en prófugo de la justicia y el gobierno mexicano ha pedido la asistencia de la Interpol en caso de que Godoy haya escapado al extranjero.  El suplente de Godoy Toscano es de nuevo Israel Madrigal Ceja.

### Enlaces exteriores
- Notimex (2009). «¿Quién es Julio César Godoy Toscano?». Archivado desde el original el 18 de julio de 2009. Consultado el 16 de julio de 2009.

| Predecesor: Israel Madrigal Ceja        | Diputado federal por el Distrito I de Michoacán 2010           | Sucesor: Israel Madrigal Ceja   |
| Predecesor: Manuel Santamaría Contreras | Presidente municipal de Ciudad Lázaro Cárdenas, Michoacán 2004 | Sucesor: Gustavo Torres Camacho |

- Datos: Q6309227